# Boomglimschoteltje
Boomglimschoteltje (Lecania cyrtella) is een korstmos in de orde Lecanorales. Het komt voor op bomen en op hout. Dit korstmos leeft in symbiose met een chlorococcoïde alg. 

## Determinatie

### Uiterlijke kenmerken
Boomglimschoteltje is een korstvormig korstmos met een zeer dun, wittig tot doorzichtig, glad thallus. Het oppervlak varieert van bleek tot vuil grijsgroen of wit en kan glad, gerimpeld of ruw zijn. De apotheciën, isidiën en soralen zijn allemaal afwezig. De apotheciën hebben een diameter van 0,2 mm. Ze zijn talrijk aanwezig. In eerste instantie zijn ze vlak en later worden ze bol. De kleur is licht- tot vrij donkerbruin en de rand is in gelijke kleur en verdwijnt bij het ouder worden. Pycnidiën zijn zeldzaam en produceren filamenteuze, gekromde conidiën. 
Hij heeft geen kenmerkende kleurreacties.

### Microscopische kenmerken
De asci zijn 8-sporig. De ascosporen zijn hyaliene, ellipsoïde tot spoelvormig, 1–3-voudig gesepteerd, dunwandig en hebben de afmeting 10–16 × (3–)4–5 μm.

## Verspreiding
Boomglimschoteltje is wijdverspreid in Europa en Noord-Amerika, Australië en Nieuw-Zeeland. In Nederland is het een vrij zeldzame soort. Het staat niet op de Nederlandse Rode Lijst en is niet bedreigd.

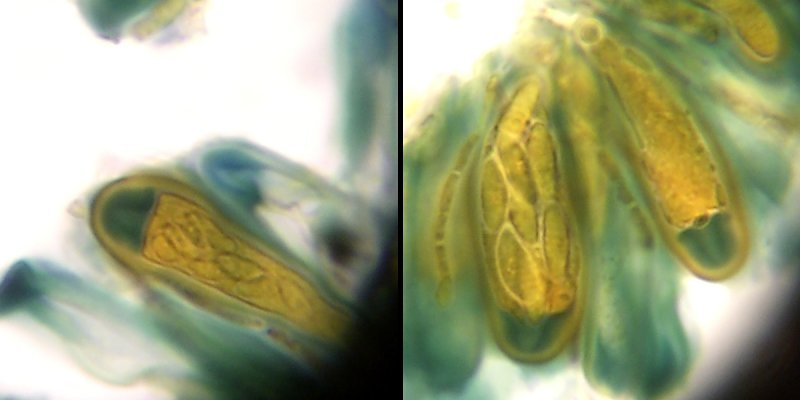
Ascus met ascosporen